# Guglielmo Malaspina degli Obizzi

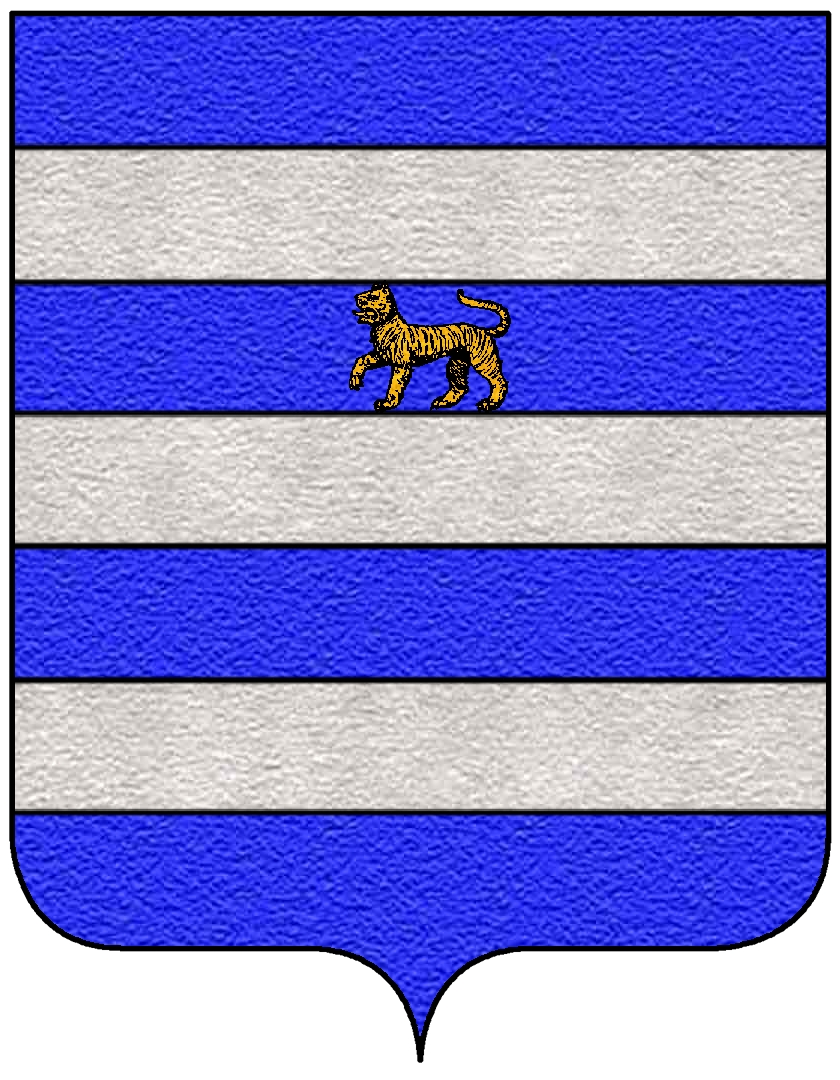
Stemma degli Obizzi (Padova)

Guglielmo Malaspina degli Obizzi (fl. XIII secolo) è stato un politico italiano, podestà della città di Padova nel 1285 o, secondo altre fonti, nel 1287.

## Biografia
Nacque da una nobile famiglia lucchese, gli Obizzi, ed ebbe in moglie la figlia di Gherardo, fratello di Ostasio I da Polenta.
Durante la sua reggenza realizzò la costruzione del ponte San Giovanni e la Casa Grande, luogo d'incontro per gli anziani del comune (Palazzo degli Anziani).
La sua amministrazione in merito ai dazi gli causò qualche conflitto con Papa Onorio IV, che comandò la restituzione di alcune rendite sequestrate alle istituzioni ecclesiastiche.
Di lui si trova uno stemma marmoreo di fronte al Palazzo degli Anziani. Nel castello del Catajo, edificato da Pio Enea I Obizzi, vi è un'iscrizione latina in suo onore.
Nel 1777 Tommaso degli Obizzi fece erigere a Prato della Valle una statua a lui dedicata, opera dello scultore Francesco Andreosi.